# مارک هریس (بازیکن فوتبال اهل ولز)
مارک هریس (انگلیسی: Mark Harris؛ زادهٔ ۲۹ دسامبر ۱۹۹۸) بازیکن فوتبال است.
از باشگاه‌هایی که در آن بازی کرده‌است می‌توان به باشگاه فوتبال نیوپورت کانتی اشاره کرد.